# Лукимья-Мулонготи, Ассани
Ассани Лукимья-Мулонготи (фр. Assani Lukimya-Mulongoti; род. 25 января 1986, Увира, Киву) — конголезский футболист, защитник клуба «Дюссельдорф».

## Клубная карьера
Ассани начал свою карьеру в Берлине в «Норден-Нордвест» в возрасте 11 лет, где он играл три года. В 2000 году перешёл в клуб «Тасмания». Отыграв там три года, Ассани решил сменить место игровой практики и предпочел «Герту», в которой, впрочем, он выступал только за дубль. Не смог попасть в основной состав он и в своем следующем клубе — «Ганзе».
Только в конце 2008 года он провёл свой первый матч на профессиональном уровне, за которым последовало ещё 11 матчей. Но он не смог показать достойных результатов, в связи с чем главный тренер отправил Ассани обратно в дубль. Потеряв авторитет, игроку с двойным гражданством (Германия, Конго) не было смысла оставаться в команде, в результате чего он и ушёл в йенский клуб «Карл Цейсс».
Но и там долго задержаться молодому игроку не удалось, чем и воспользовался немецкий клуб «Фортуна». За 2 сезона Ассани уже провёл 64 матча за новый клуб.
24 мая 2012 года Лукимья перешёл в «Вердер», подписав контракт до 30 июня 2015 года, который затем был продлен до 30 июня 2017 года.

## Карьера в сборной
За сборную ДР Конго Лукимья провёл 4 матча, первый из которых состоялся 20 августа 2008 года в товарищеском матче против сборной Того.